# Aymen Dahmen
Aymen Dahmen, né le 28 janvier 1997 à Sfax, est un footballeur international tunisien évoluant au poste de gardien de but au Club sportif sfaxien.

## Biographie

### En club
Victime d'une rupture des ligaments croisés, il est opéré en avril 2021 puis reprend la compétition en septembre. En décembre, on évoque un possible transfert au club saoudien d'Al-Fayha.

### En équipe nationale
Aymen Dahmen dispute sa première compétition internationale lors de la coupe d'Afrique des nations 2021 au Cameroun. Le 14 novembre 2022, il est sélectionné par Jalel Kadri pour participer à la coupe du monde 2022. Lors de la compétition, il participe aux trois matchs de la phase de poule en tant que titulaire, face au Danemark, à l'Australie et à la France. Il joue un rôle déterminant en concédant seulement un but. Cependant, l'équipe est éliminée dès le premier tour malgré une victoire contre les champions du monde en titre, la France, et un nul contre les Danois. La défaite (0-1) contre les Australiens a coûté cher à la Tunisie. En décembre 2023, il est retenu dans la liste des 27 joueurs tunisiens sélectionnés par Jalel Kadri pour disputer la coupe d'Afrique des nations 2023.

## Palmarès

### En clubs
- Coupe de Tunisie (3) :
  - Vainqueur : 2019, 2021, 2022

### En sélection
- Coupe Kirin (1) :
  - Vainqueur : 2022